# 井狩正司
井狩 正司（いかり まさし、1916年 - 2011年）は、日本の国文学者。1934年、旧制・日本大学中学校（現・日本大学第一高等学校）卒業。元日本大学文理学部教授、元隅田川神社宮司。

## 主な著作
- 『平家物語：類従抄本』東京書院、1948年。
- 『建礼門院右京大夫集』東宝書房、1956年5月。
- 『校本建礼門院右京大夫集』東宝書房、1959年5月。
- 『校本建礼門院右京大夫集』笠間書院、1967年4月。
- 『更級日記』』桜楓社→おうふう、1968年4月25日。
- 『建礼門院右京大夫集：校本及び総索引』』笠間書院、1969年（編著）。
- 『御物本更級日記』桜楓社→おうふう、1970年。